# Poterie de Gradignan
La poterie de Gradignan est une poterie industrielle située à Gradignan. Ses deux fours étant en forme de bouteilles, le site est souvent appelé « fours bouteille ».
Le site, consacré à la poterie depuis au moins 1750, est inscrit monument historique en 2012.